# 영국령 북아메리카 법
영국령 북아메리카 법(British North America Acts, 1867~1975년)은 캐나다의 헌법의 핵심이었던 일련의 의회제정법이다. 대부분은 영국 의회에서 제정되었고 일부는 캐나다 의회에서 제정되었다. 일부 법안은 1982년 헌법에 의해 캐나다에서 폐지되었다. 나머지는 헌법법으로 이름이 바뀌고 개정되었으며 이러한 변경 사항은 캐나다에만 적용된다. 캐나다 버전의 헌법법은 캐나다 헌법의 일부이며 캐나다에서만 개정될 수 있다.
영국에서 여전히 유효한 영국판 법령은 일반적인 영국 법령이다. 이 법안은 영국 의회에서 개정될 수 있지만 해당 개정안은 캐나다에서는 아무런 영향을 미치지 않는다. 원래 이름을 유지하며 1964년 이후 수정된 내용은 포함되지 않는다.

## 법 목록
- 1867년 영국령 북아메리카 법
- 1871년 영국령 북아메리카 법
- 1886년 영국령 북아메리카 법
- 1907년 영국령 북아메리카 법
- 1915년 영국령 북아메리카 법
- 1916년 영국령 북아메리카 법
- 1930년 영국령 북아메리카 법
- 1940년 영국령 북아메리카 법
- 1943년 영국령 북아메리카 법
- 1946년 영국령 북아메리카 법
- 1949년 영국령 북아메리카 법
- 1951년 영국령 북아메리카 법
- 1952년 영국령 북아메리카 법
- 1960년 영국령 북아메리카 법
- 1964년 영국령 북아메리카 법
- 1965년 영국령 북아메리카 법
- 1974년 영국령 북아메리카 법
- 1975년 영국령 북아메리카 법

## 같이 보기
- 캐나다 연방